# ¿Dónde están mis amigos?
¿Dónde están mis amigos? es el título del cuarto álbum de estudio de la banda de rock española Extremoduro, publicado por DRO el 17 de septiembre de 1993. Su distribución se hizo en los formatos de CD, vinilo y casete.
Siguiendo el estilo ya confirmado con Deltoya y de nuevo al amparo de una discográfica grande como DRO, con la que seguirán en el futuro, Extremoduro puede permitirse seguir sacando un álbum por año, y en 1993 presentan su cuarto trabajo. Ya por esta época se han revelado como uno de los grupos más importantes del panorama nacional español, y en esta nueva entrega amplían su lista de himnos con canciones tan emblemáticas en su discografía como El duende del parque, No me calientes que me hundo, Pepe Botika (que se subtitula, como el álbum, ¿Dónde están mis amigos?), Bri, bri, bli, bli (En el más sucio rincón de mi negro corazón), "Malos pensamientos" o Historias prohibidas (Nos tiramos a joder).
En el disco se amplía la instrumentación usada en la entrega anterior con saxofón y flautas, aunque aún no llega a los niveles de complejidad en lo que a música se refiere que alcanzarán trabajos posteriores.
Una nueva edición con versiones remasterizadas y temas extra fue lanzada en 2011. La nueva edición en vinilo se publicó en 2014 partiendo de la versión remasterizada.

## Lista de canciones
Todas las canciones escritas por Roberto Iniesta.
| N.º | Título                                                                         | Duración |  |
| 1.  | «El duende del parque»                                                         | 4:21     |  |
| 2.  | «No me calientes que me hundo»                                                 | 2:53     |  |
| 3.  | «Sin Dios ni amo»                                                              | 3:51     |  |
| 4.  | «Pepe Botika (¿Dónde están mis amigos?) (con Fernando Madina de Reincidentes)» | 4:16     |  |
| 5.  | «Estoy muy bien»                                                               | 3:32     |  |
| 6.  | «Bri, bri, bli, bli (En el más sucio rincón de mi negro corazón)»              | 3:21     |  |
| 7.  | «Malos pensamientos»                                                           | 3:14     |  |
| 8.  | «Posado en un nenúfar»                                                         | 2:23     |  |
| 9.  | «Islero, shirlero o ladrón»                                                    | 4:20     |  |
| 10. | «Historias prohibidas (Nos tiramos a joder)»                                   | 2:30     |  |
| 11. | «Los tengo todos»                                                              | 3:00     |  |

| Temas extra de la edición 2011 |                                               |          |  |
| N.º                            | Título                                        | Duración |  |
| 12.                            | «No me calientes que me hundo (Versión 2004)» |          |  |
| 13.                            | «Pepe Botika (Versión 2004)»                  | 2:52     |  |
| 14.                            | «El duende del parque (Versión 2004)»         | 3:57     |  |
| 15.                            | «Bri bri bli bli (Versión 2004)»              | 4:16     |  |
| 16.                            | «Historias prohibidas (Versión 2004)»         | 3:19     |  |

## Créditos
Extremoduro
- Roberto "Robe" Iniesta – Voz, coros, guitarra, flauta y caña almonteña
- Eugenio – Guitarra
- Jorge "el Moja" – Batería
- Miguel Ferreras – Bajo
- Ramón "Mon" Sogas – Bajo
- Salo – No especificado[6]

Personal adicional
- Selu – Saxo y caña almonteña en 2, 4, 6, 7 y 9
- Belén – Voces
- Fernando Madina – Voces en Pepe Botika, Bribriblibli, No Me Calientes Que Me Hundo, Malos Pensamientos
- Aitor Bengoa – Voces
- Iñaki "Uoho" Antón – Guitarra en Los tengo todos